# ヴィタウタス・ミシュキニス

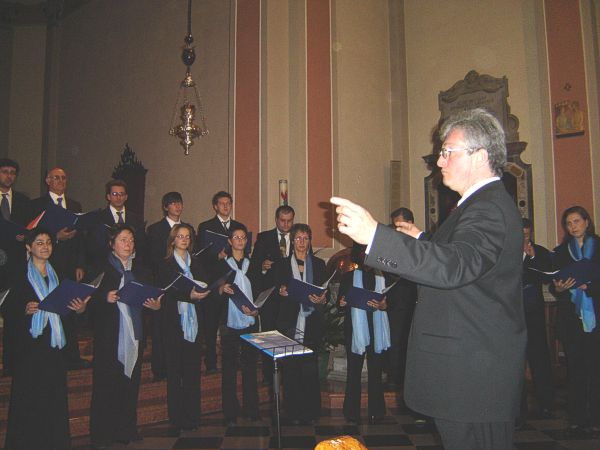
ヴィタウタス・ミシュキニス

ヴィタウタス・ミシュキニス（Vytautas Miškinis, 1954年6月5日 - ）は、リトアニアの作曲家、合唱指揮者、音楽教育者。リトアニア・ソビエト社会主義共和国のヴィリニュス出身。作曲家として、現在までに700曲以上の宗教曲や世俗曲を作曲しているほか、世界各地で合唱指揮者として活動を行っている。

## 人物
7歳のときにアージュオリウカス・ユース・クワイアに所属し、25歳から芸術監督に就任した。1979年からのアージュオリウカス・ユース・クワイアの業績はすべてミシュキニスによるものである。また、カナウス郡合唱団と声楽アンサンブルミュゼアム・ムジクムを数年間指揮し、国内外通して多くのコンクールで賞を受賞した。現在は、リトアニア音楽演劇アカデミーの合唱指揮者を1985年から務めるほか、アージュオリウカス・ユース・クワイアの芸術監督を務める。全リトアニア合唱フェスティバルの芸術監督と主任指揮者を務めている。
ミシュキニスは、ヨーロッパ諸国、日本、ロシア、アメリカ合衆国を含む多くの国で演奏と指導を行ってきた。日本では、全日本合唱連盟の主催で行われたコーラスキャンプ「第7回 JCAユースクワイア」（2018年3月、島根県松江市）の指揮者を務めた。また、トロサ国際合唱コンクールをはじめ、様々なコンクールで審査員を務めている。